# Heldenplatz (Kirlian Camera)
Heldenplatz è un EP del gruppo musicale italiano Kirlian Camera, pubblicato dalla Virgin Dischi nel 1987.

## Tracce
Lato A
1. Helden Platz (Angelo Bergamini)

Lato B
1. Burial (Angelo Bergamini)